# Heilig-Kreuz-Kapelle (Horní Blatná)

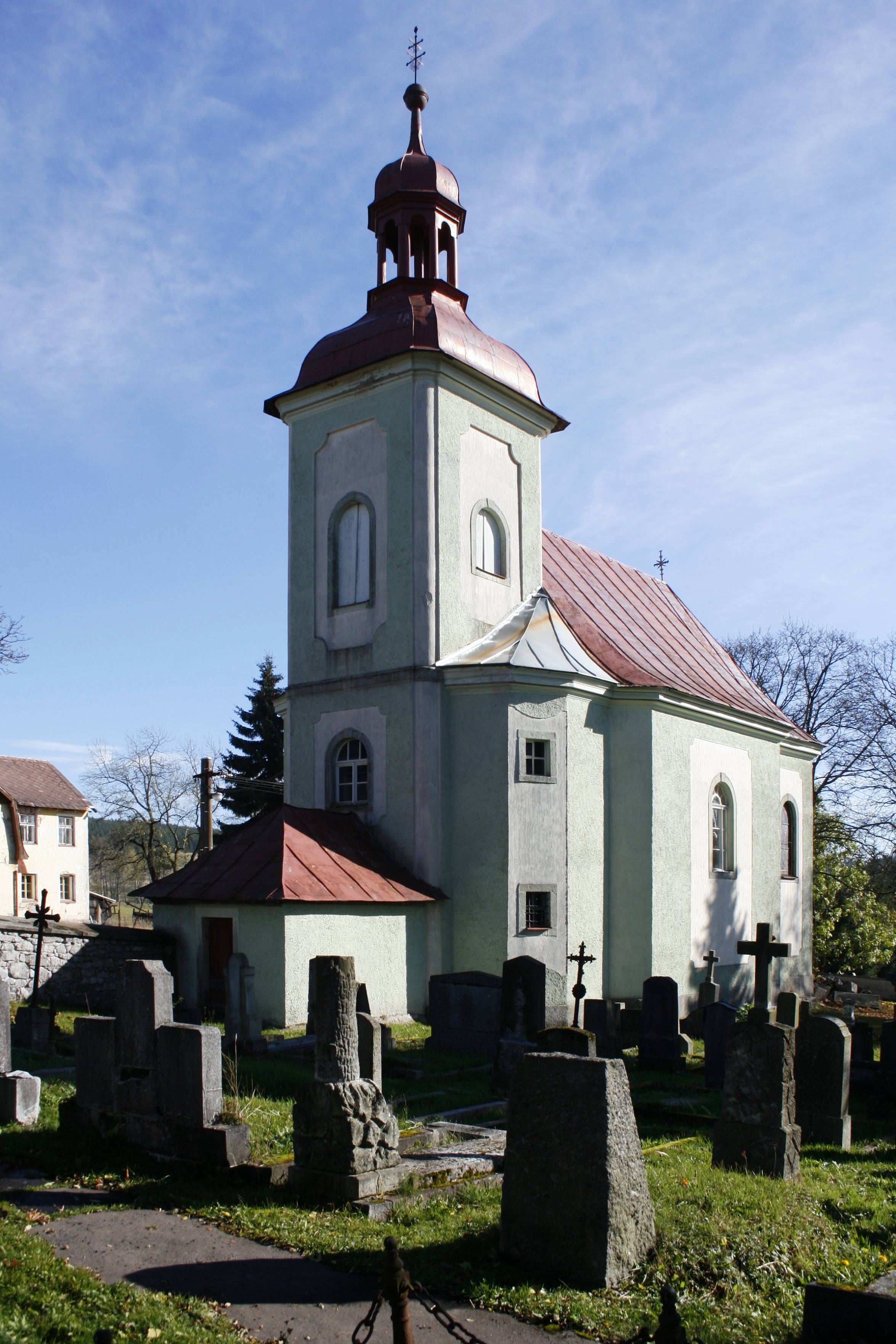
Heilig-Kreuz-Kapelle und Friedhof in Horní Blatná

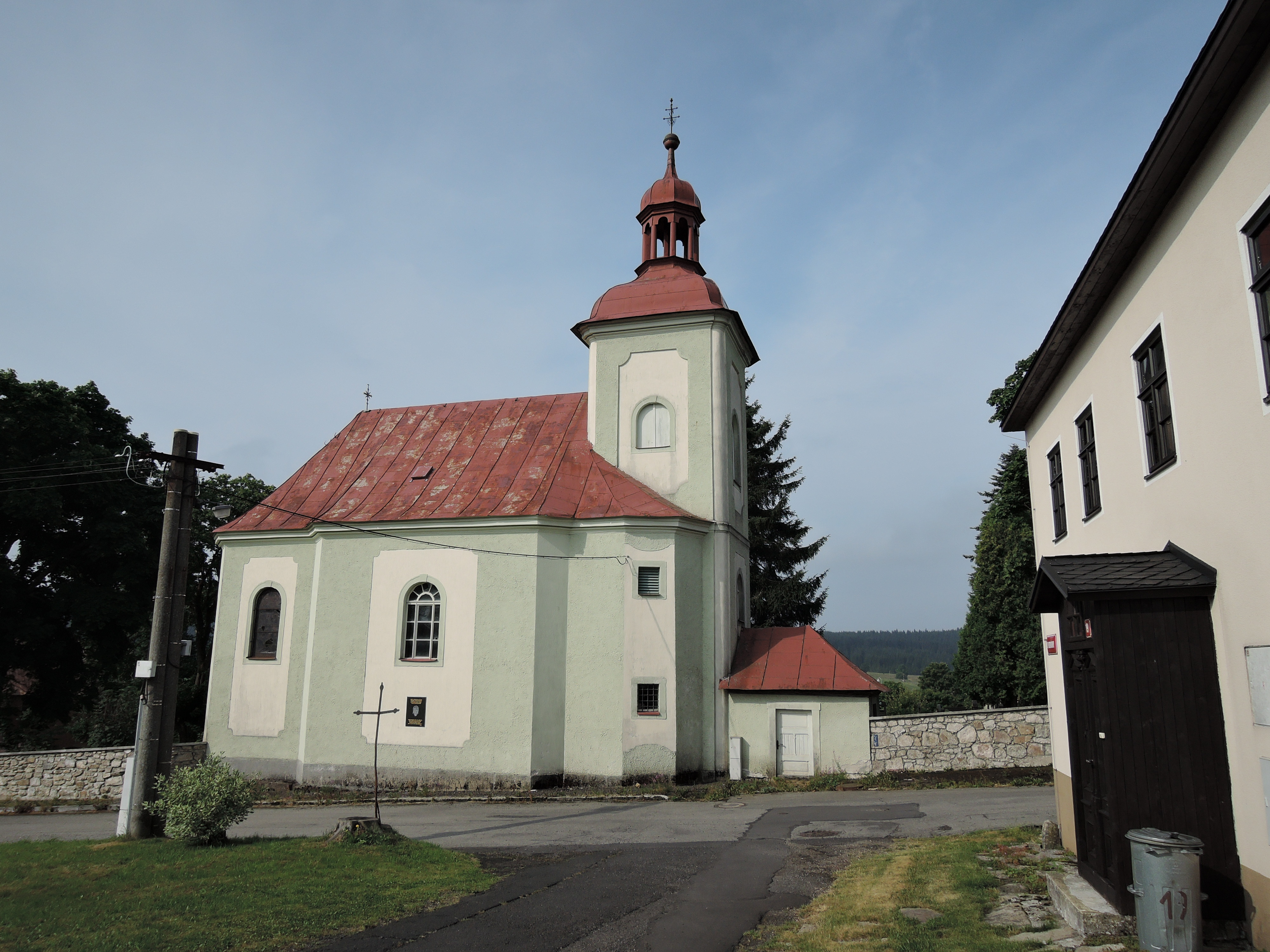
Seitenansicht

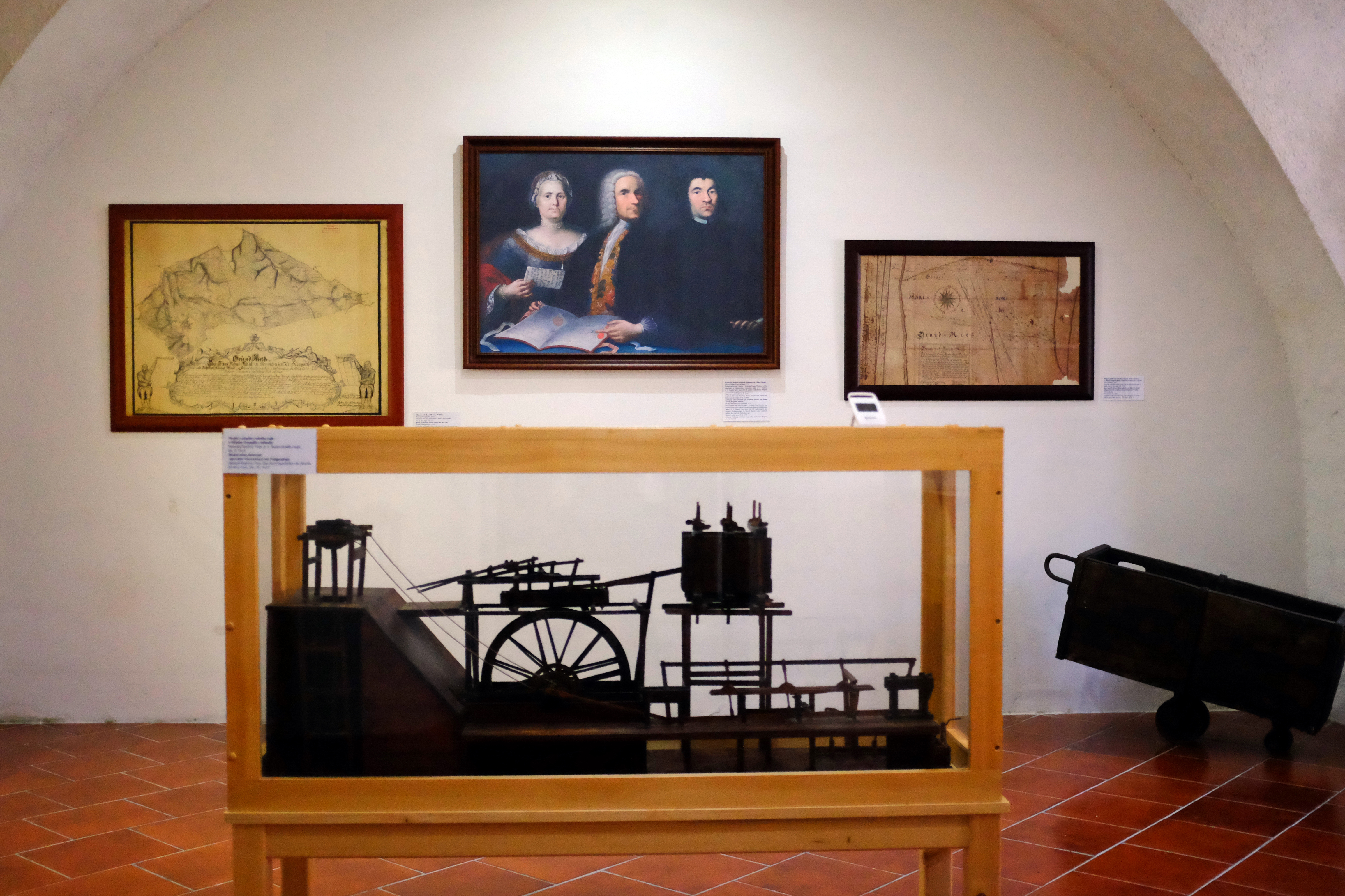
In der Mitte Bildnis der Benefiziatsstifter Franz und Barbara Heßler, sowie des Kreuzkaplans Johann Paul Neisberger

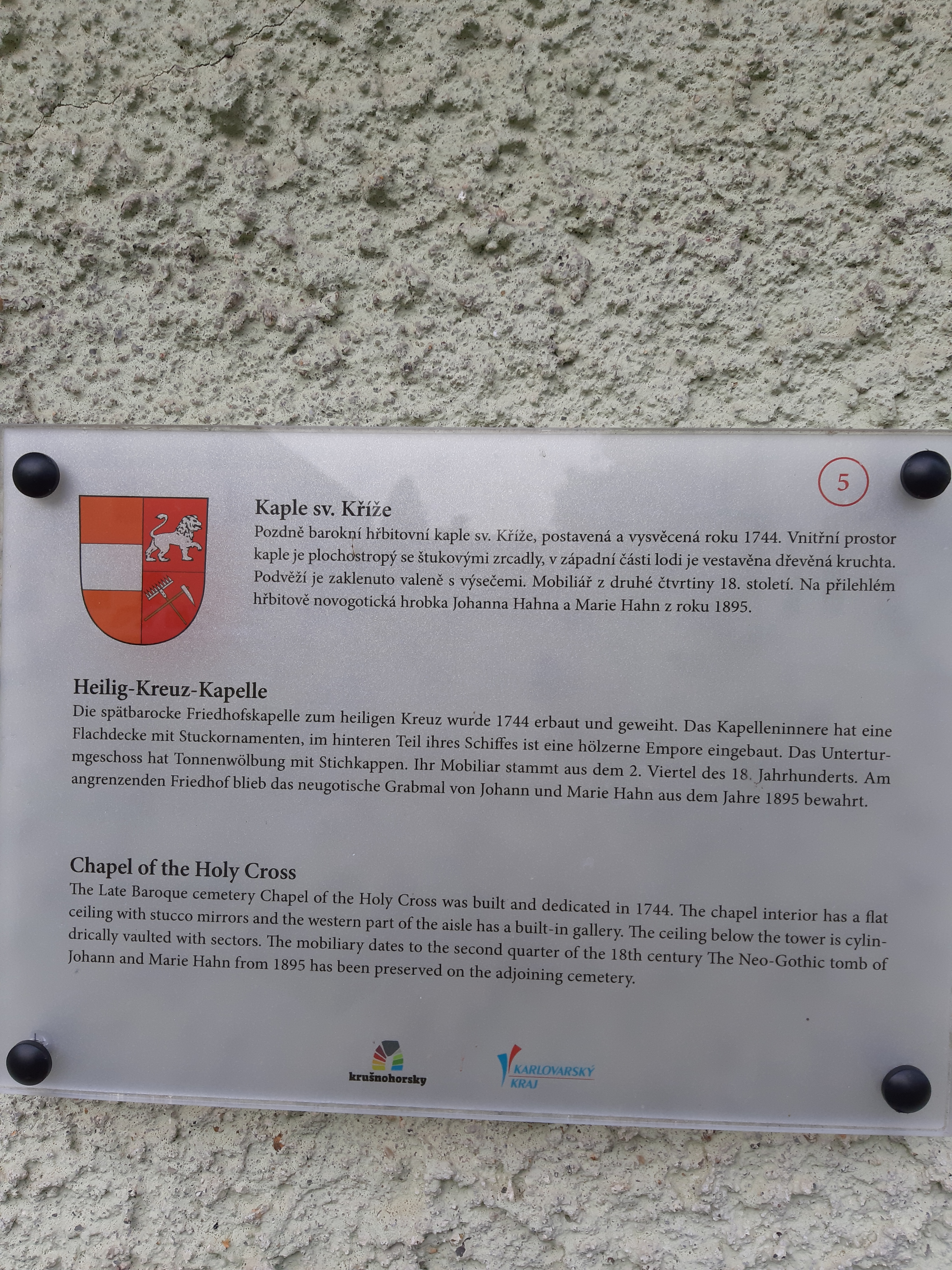
Infotafel

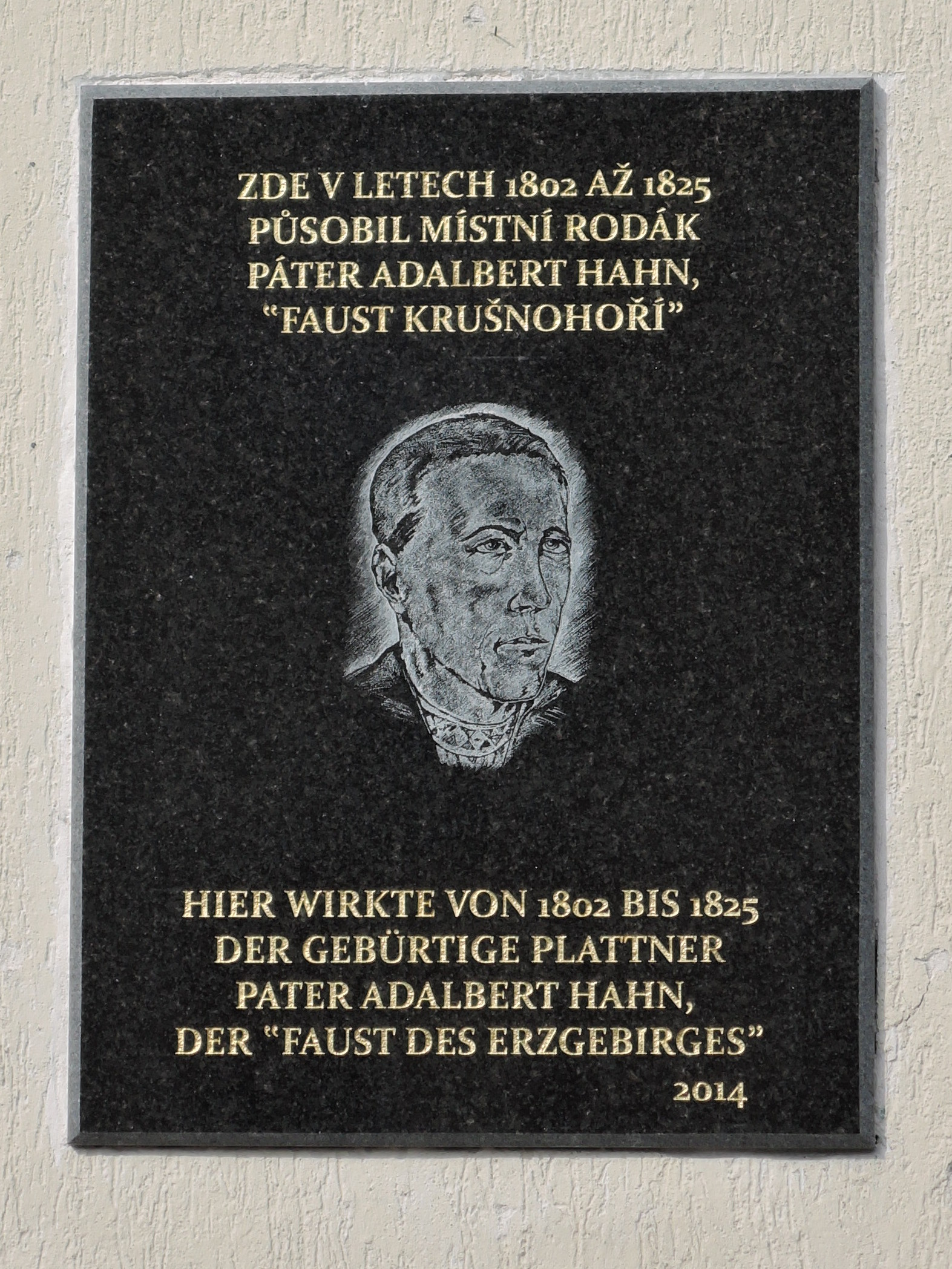
Gedenktafel für Pater Hahn von 2014

Die Heilig-Kreuz-Kapelle (kurz Kreuzkapelle oder Friedhofskapelle; tschechisch Kaple sv. Kříže) in Horní Blatná (deutsch Bergstadt Platten) in Tschechien wurde 1744 erbaut und ist ein geschütztes Baudenkmal.

## Geschichte
Die Kapelle am Gottesacker von Platten entstand auf Initiative des Pfarrers Johann Christian Müller († 1737), der für den Bau eine Summe von 1863 Gulden bereitstellte. 1744 erfolgte die Fertigstellung. Seit ihrer Entstehung stand die dem Heiligen Kreuz geweihte Kapelle wie auch die hiesige Pfarrkirche St. Laurentius unter dem kaiserlichen bergstädtischen Patronat. Der Zolleinnehmer und kaiserliche Rat Johann Franz von Heßler machte 1739 gemeinschaftlich mit seiner Frau Maria Barbara Heßler geb. Putz eine Stiftung von 6000 Gulden zur Anstellung eines eigenen Kaplans. Dies war jedoch auch notwendig, da bisher der Pfarrer neben Platten auch die Filiale Bärringen zu versehen hatte. Folglich mussten die Pfarrkinder von Platten jeden dritten Sonntag nach Bärringen zum Gottesdienst gehen. 1745 präsentierte Heßler seinen gestifteten Kaplan Johann Paul Neisberger als Benefiziat bei der Kreuzkapelle, über deren Patronatsrecht er verfügte. Zudem vollzog er die Trennung von der Gerichtsbarkeit des Pfarrers. Das Konsistorium bestätigte diese Fundation, jedoch mit der Auflage, dass nach dem Tod Heßlers der Pfarrer in seine alten Rechte wieder eingesetzt werde. Seit 1751 bewohnte der Kaplan ein eigenes Benefiziatenhaus. Die Gemeinde hatte es zuvor dem hiesigen Bürger und gebürtigen Italiener Anton Baggio abgekauft. Maria Barbara Heßler fand 1747 und Johann Franz von Heßler 1770 seine letzte Ruhestätte in der Kapelle. 1789 übergab deren Tochter und Erbin Anna Regina von Heßler das Patronatsrecht Kaiser Joseph II. schriftlich.
Auf Grund des fortgeschrittenen Alters des damaligen Pfarrers Joseph Barthele verlangten die Stadt und der Magistrat abermals die Anstellung eines Hilfspriesters, die für die hiesige Seelsorge notwendig war. Kaiser Joseph II. billigte dieses Gesuch. Unklar blieb, wer über die Jurisdiktion des Benifiziates verfügte. Die vormalige Patronin ließ verlauten, dass sie das Präsentationsrecht förmlich dem Kaiser geschenkt habe und daher nicht mehr befugt sei darüber zu entscheiden. Der Magistrat schlug den bisherigen Kaplan von Gottesgab Leopold Schindler vor. Da der Pfarrer, auf Grund seines Alters, nicht mehr die Kanzel bestieg, las der Kaplan alle Werktage die Heilige Messe in der Kreuzkapelle und die Sonntage in der Pfarrkirche. Am 5. Oktober 1789 kam von der hohen Landesstelle in Prag der Befehl, dass die Kreuzkapelle von nun an nur noch als Coemeterialkirche für Begräbnisse zu dienen habe. Auf Bitten des Magistrates wurde der Kommissar Ritter von Braunsdorf nach Platten gesendet, der die Notwendigkeit des Paramentes bei der Kapelle, die ohnehin unter kaiserlichem Patronat stand, prüfen sollte. Der Antrag wurde schließlich bewilligt, da das notwendige Kapellenparamente der Pfarrkirche zuzumuten sei.
Ende des 18. Jahrhunderts wirkte als Kreuzkaplan der erste Taubstummenlehrer Böhmens Karl Berger und von 1802 bis zu seinem Tode 1825 das hiesige Stadtkind Pater Johann Adalbert Hahn, genannt der Faust des Erzgebirges. Neben seinen Pflichten als Benefiziat war Hahn für die Pfarrei auch als Katechet tätig. Die Innenausstattung wurde in der zweiten Hälfte des 20. Jahrhunderts in Teilen zerstört. Seit 1958 steht die Kapelle im staatlichen Verzeichnis der Kulturdenkmäler. Zwischen 2000 und 2002 fand eine Renovierung des heruntergekommenen Gebäudes statt. 2014 wurde eine Gedenktafel zu Ehren Pater Hahns in tschechischer und deutscher Sprache an der Außenmauer der Kapelle angebracht.

## Architektur
Die Barockkapelle ist einschiffig mit abgeschrägten Ecken. Im Westen befindet sich ein prismatischer Turm mit angebauten Vorzeichen. Der Innenraum besitzt eine Flachdecke. Das Presbyterium wird durch ein Segmentbogen abgeschlossen. Die Ecken sind durch Pilaster mit Kapitellen gegliedert.

## Ausstattung
Die einst reiche Innenausstattung stammte größtenteils aus der Erbauungszeit und ging durch Vandalismus in der zweiten Hälfte des 20. Jahrhunderts größtenteils verloren. Der Hauptaltar mit hölzernem Baldachin war mit einer Kreuzigungsstatue und einem Hintergrund auf drapierten Vorhängen versehen. Die beiden Seitenaltäre der Heiligen Dreifaltigkeit und der Vierzehn Nothelfer mit einer Kartusche die das Heßlersche Wappen zeigte, stammten aus der Zeit nach 1700. In den Nischen des Kirchenschiffs standen früher die hölzernen Barockstatuen des hl. Joseph, der hl. Anna, der hl. Barbara und des Erzengels Michael aus dem Ende des 18. Jahrhunderts in Lebensgröße. Die Statuen befinden sich jetzt in der Pfarrkirche St. Laurentius.
Im Chor standen zwei Patronatsbänke südlich für Heßler, nördlich für Putz aus der Zeit um 1720, die mit geschnittenem Akanthus und Bändern verziert waren. Auf dem Chor befand sich früher eine weiße Orgel aus dem 18. Jahrhundert. Aus Anlass der Stiftung des Benefiziates ließ die Familie Heßler 1740 und 1745 zwei Porträts bei dem Maler Elias Dollhopf in Auftrag geben. Auf einem Bild hält Maria Barbara Heßler ein Schriftstück mit den Worten „Rda ac Praecellenti Dno P. Joanne Paulo Neisbergerger I praesentato Peneficiato ad S. Crucum Platnensis Ao 1745 gottesgab“.

## Friedhof

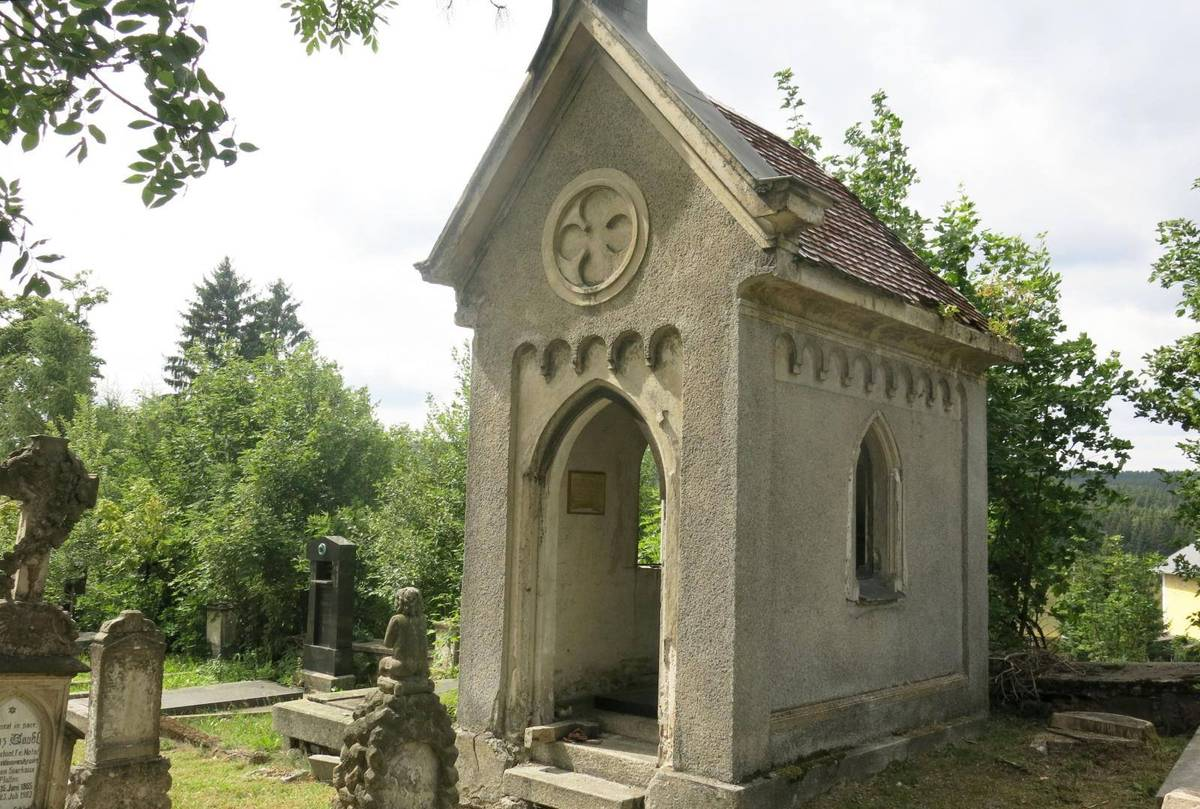
Grabkapelle der Familie Hahn

Auf dem angrenzenden Friedhof steht eine neugotische Grabkapelle aus dem Ende des 19. Jahrhunderts. Die Kapelle besitzt einen spitzbogigen Eingang mit rechteckigen Giebel. Die Längswende werden von jeweils einen schmalen Spitzfenster unterbrochen. Im Inneren befindet sich ein schwarzer Marmorgrabstein für den Spitzenhändler Johann Hahn und seiner Frau Maria Anna Hahn geb. Gerber († beide im April 1895) mit seitlichen Grabplatten und Gedenktafeln von weiteren Familienangehörigen. Die Eingangstür und seitliche Buntglasfenster gingen verloren. Die baufällige Kapelle ist heute in Privatbesitz.